# Bloque de carnaval
Los bloques de carnaval, blocos carnavalescos, blocos de carnaval o blocos de rua son bandas callejeras que movilizan multitudes en las calles y son la principal expresión popular del carnaval brasileño. Estos desfiles se enmarcan en el término "carnaval callejero" y ocurren durante un período de aproximadamente un mes, comenzando antes y terminando después del Carnaval. Los blocos suelen interpretar ritmos brasileños, como marchinha, samba, frevo, maracatu y axé.

## Río de Janeiro
Los blocos de carnaval callejeros se han convertido en un pilar del Carnaval de Río y, en la actualidad, hay varios cientos de blocos. Los desfiles en bloque comienzan en enero y pueden durar hasta el domingo después del Carnaval. Los Blocos de Carnaval se encuentran en todo Río de Janeiro. Uno de los blocos más grandes y antiguos es Cordão da Bola Preta, con sede en el centro de Río. Otros grandes grupos son la Banda de Ipanema y Monobloco .

## Recife y Olinda

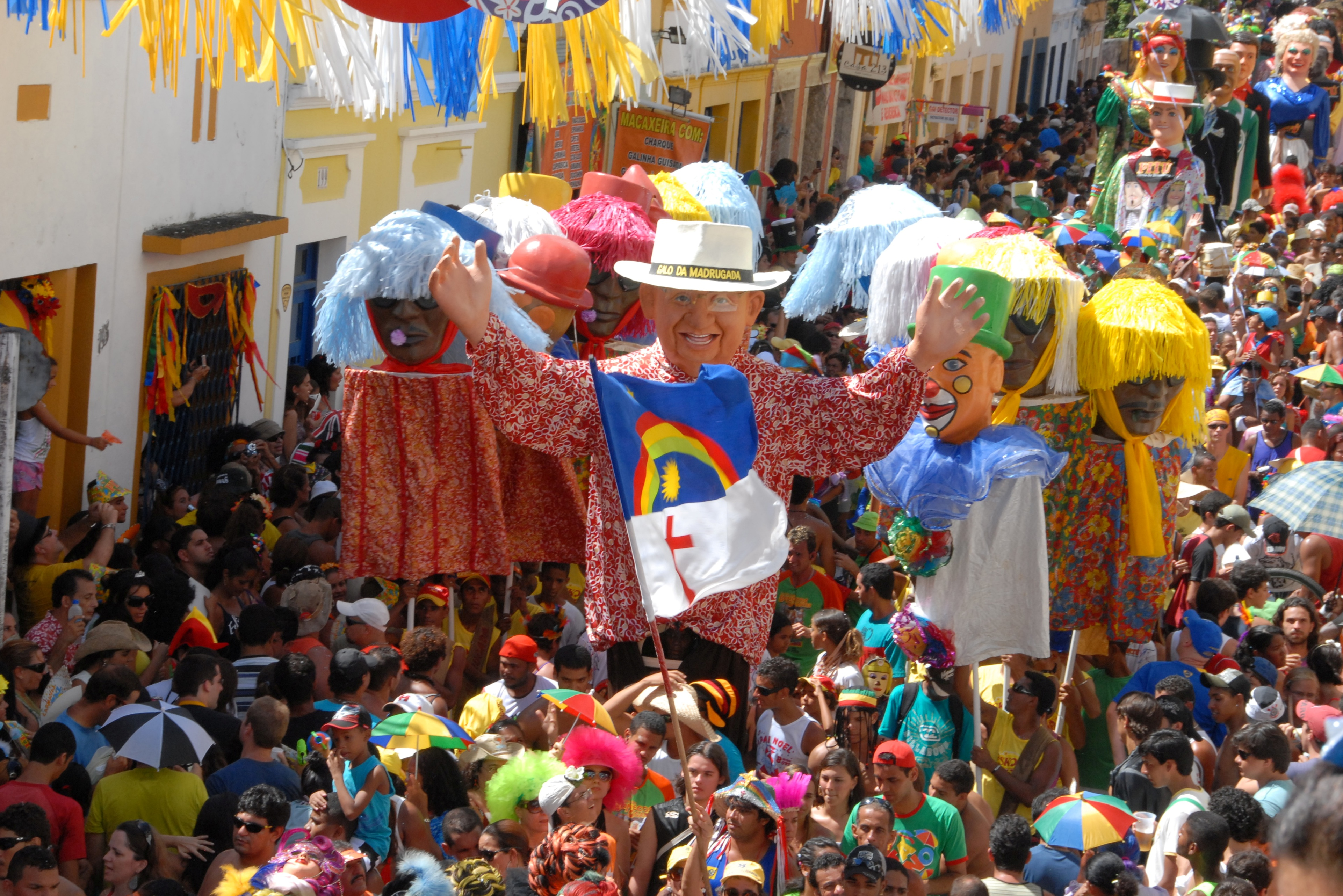
Muñecos gigantes de Olinda, Pernambuco

En Recife, el bloque de carnaval Galo da Madrugada fue registrado en el Libro Guinness de los récords como el desfile de carnaval más grande del mundo. En su desfile de 2013, la multitud que seguía al bloco superaba las 2.500.000 personas.
Además de Galo da Madrugada, miles de otros bloques de carnaval, con tamaños que van desde unos pocos cientos hasta millones de personas, tocan en las calles de Recife y Olinda, incluidos As Virgens de Olinda, Eu Acho É Pouco, Batutas de São José, Lenhadores, Pitombeiras, Segura o Talo, Bloco da Saudade, Enquanto Isso Na Sala de Justiça y O Homem da Meia-Noite .

## Minas Gerais
Los bloques son el tipo de desfile más tradicional en Minas Gerais . Zé Pereira dos Lacaios en Ouro Preto, fundada en 1867, es el bloque más antiguo aún activo en Brasil.